# Laurenz Jecker
Laurenz Jecker (* 28. Dezember 1769 in Hirtzfelden; † 4. Juli 1834 in Aachen) war ein französischer Nadelfabrikant, der 1803 in Aachen als erster Unternehmer auf dem Kontinent eine Stecknadelfabrik errichtete.

## Leben und Wirken

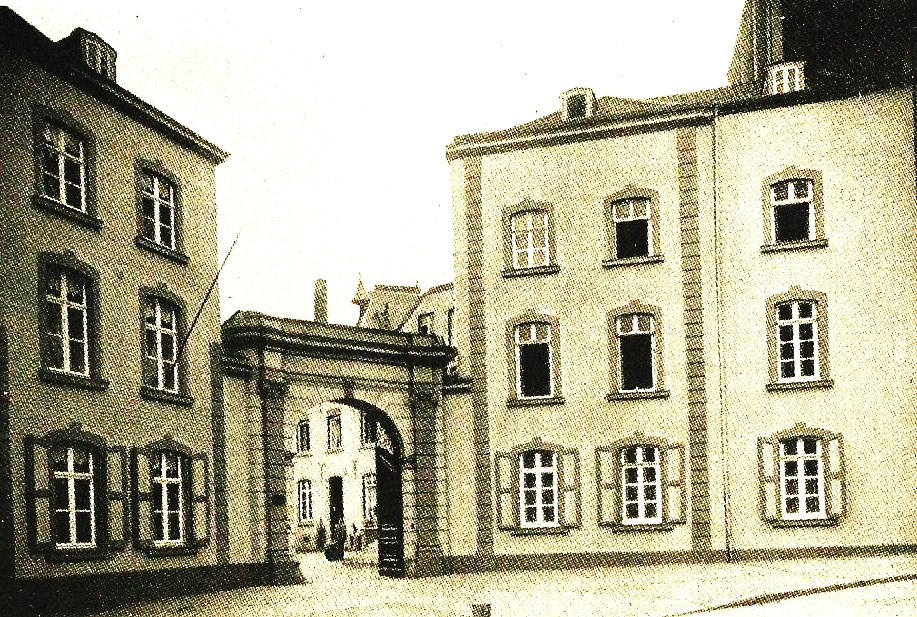
Betriebsstätte Klosterrather Hof, Aachen

Laurenz Jecker war der  Bruder von François-Antoine Jecker und stammte von einer im Elsass ansässigen Familie ab, die ihre Wurzeln im Raum Solothurn hatte. Er ging 1783 mit 14 Jahren nach England, wo er nach entsprechender Ausbildung bis 1803 als Mechaniker eine Nadelfabrik leitete. Anschließend kam er nach Deutschland zurück und ließ sich in Aachen nieder. Gemeinsam mit den Brüdern Jean Baptist und Jean Vincent Migeon aus Charleville errichtete er in dem leerstehenden Klosterrather Hof in der Eilfschornsteinstraße, welches zuvor der Abtei Rolduc als Stadtwohnung gedient hatte, eine Messing-Stecknadelfabrik ein. Jecker erwarb diese Liegenschaft mit ausdrücklicher Genehmigung von Kaiser Napoléon Bonaparte zu einem für damalige Verhältnisse außerordentlich günstigen Preis. Dabei profitierte er von der Zusammenarbeit mit Messingdrahtfabriken in dem nahe gelegenen Stolberg, welche für sein Werk eine wichtige Zuliefererquelle bedeuteten. Damit war Jeckers Stecknadelkopffabrik die erste ihrer Art auf dem Kontinent.
Dank seiner Kreativität auf mechanischem Gebiet entwickelte Jecker nun eine Maschine, die es ermöglichte, dass die Köpfe der Stecknadeln, die bisher einzeln aufgesteckt werden mussten, angegossen werden konnten. Dadurch war er in der Lage, die Nadeln zu einem bis zu 20 % günstigeren Preis und gleichzeitig in größeren Mengen von bis zu ca. 1.000.000 Stück pro Tag herstellen zu können als vergleichbare Fabriken im Ausland. Eine zweite von ihm gemachte technische Erfindung bewirkte ein rascheres Einbriefen oder Aufstecken der Nadeln auf Papier. Ein einigermaßen geschickter Arbeiter konnte jetzt in einer Stunde ca. 30.000 Nadeln aufstecken. Für beide Erfindungen beantragte und erhielt Jecker einen Patentschutz mit einer Laufzeit von 15 Jahren. Die Funktion seiner Maschine wurde später noch soweit verbessert, dass der Tagesumsatz auf ca. zwei bis drei Millionen Nadeln gesteigert werden konnte. Dabei waren diese Maschinen so einfach gestaltet, dass Kinder im Alter von vier bis zehn Jahren sie bedienen konnten.
Als Napoléon im September 1804 Aachen besuchte, besichtigte er auch die Nadelfabrik von Jecker und sprach ihm seine Bewunderung aus. Als Geschenk übergab er ihm eine Pendule mit aufgesetzter Urania, der Muse der Astronomie. Zwei Jahre später wurde Jecker für seine Produkte auf der allgemeinen Industrieausstellung in Paris eine Silbermedaille Erster Klasse zuerkannt. Die Stecknadeln aus seiner Fabrik, in welcher er zu jener Zeit ca. 150 Arbeiter, darunter auch viele Kinder, beschäftigte, fanden nun reißenden Absatz im gesamten französischen Kaiserreich.
Nur wenige Jahre später kam es aber zu einer ernsten Konjunkturkrise, in deren Verlauf Jecker seine Fabrik den beiden Brüdern und Mitgesellschaftern Migeon überließ, die diese Fabrik mit dem benachbarten Kupferhof von Johann Heinrich Schervier am Templergraben zusammenlegten und die neue Fabrik schließlich ab 1811 als Migeon et Schervier frères firmiert. Nach 1816 schieden auch die Brüder Migeon aus und Schervier wurde Alleinbesitzer.

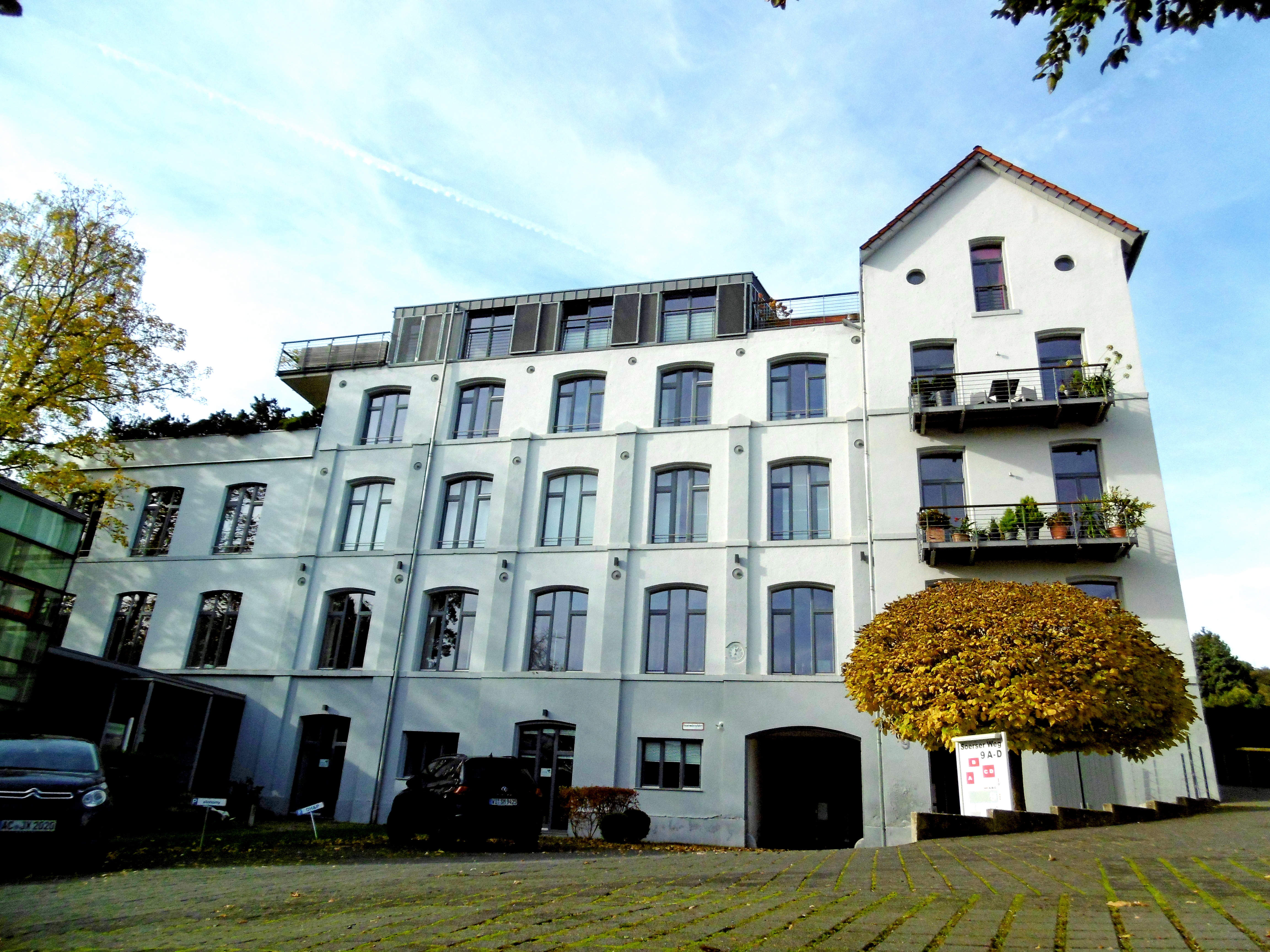
Ehemalige Nadelfabrik Jecker, Soers

Nach einiger Zeit des Wartens eröffnete sich im Jahr 1818 für Jecker durch seine Stolberger Kontakte die Gelegenheit, ein Drittel der Elgermühle zu erwerben. Dort errichtete er ebenfalls eine Nähnadelfabrik, in welcher er erneut viele technische Neuerungen einführte. Diese Fabrik wurde nach Jeckers Tod von seinem Sohn Franz Xaver Jecker (1822–1891) weitergeführt, wogegen das alte Aachener Werk später durch Franz Xavers älteren Bruder Julius Caesar Jecker (1820–1881) wieder in Familienbesitz kam. Dieser verlagerte 1850 seine Fabrik außerhalb der damaligen Stadtgrenzen in die Soers, wo sie noch weitere fünf Generationen lang bis in die 1990er-Jahre existierte und deren Mitarbeiter anschließend von Singer in Würselen übernommen wurden. Seine alten Fabrikanlagen in der Eilfschornsteinstraße wurden von Ludwig August Hugo Heusch (1836–1908) und Heinrich Butenberg im Jahre 1877 erworben. Sie firmierte dort zunächst als Nadelfabrik Heusch & Butenberg und später, nach dem Rückzug von Butenberg aus dem Unternehmen, als Hugo Heusch & Co. Um 1910 wurde das Unternehmen in die leerstehende Tuchfabrik Lochner verlegt und schließlich 1955 von der Rheinischen Nadelfabrik AG übernommen.
Laurenz Jecker war verheiratet mit Therese Holmacher (1784–1869), mit der er sieben Kinder hatte. Er fand seine letzte Ruhestätte auf dem Aachener Ostfriedhof.